# Trichophoroides decipiens
Trichophoroides decipiens är en skalbaggsart som först beskrevs av Bates 1880.  Trichophoroides decipiens ingår i släktet Trichophoroides och familjen långhorningar.
Artens utbredningsområde är:
- Belize.
- Honduras.
- Nicaragua.

Inga underarter finns listade i Catalogue of Life.